# Bull-baiting

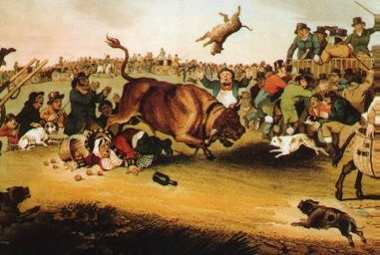
Bull-baiting, illustrazione del 1821.

Il bull-baiting (in italiano "adescamento di tori") era una particolare forma di tauromachia largamente praticata in Inghilterra tra il Medioevo ed il XIX secolo. Si trattava di un'attività cruenta organizzata a fini di intrattenimento che metteva di fronte un toro e dei cani allevati a tale scopo. Originatasi nell'Europa medievale ebbe formalmente fine nel 1835 per tramite dell'azione parlamentare britannica nota come Cruelty to Animals Act.

## La pratica

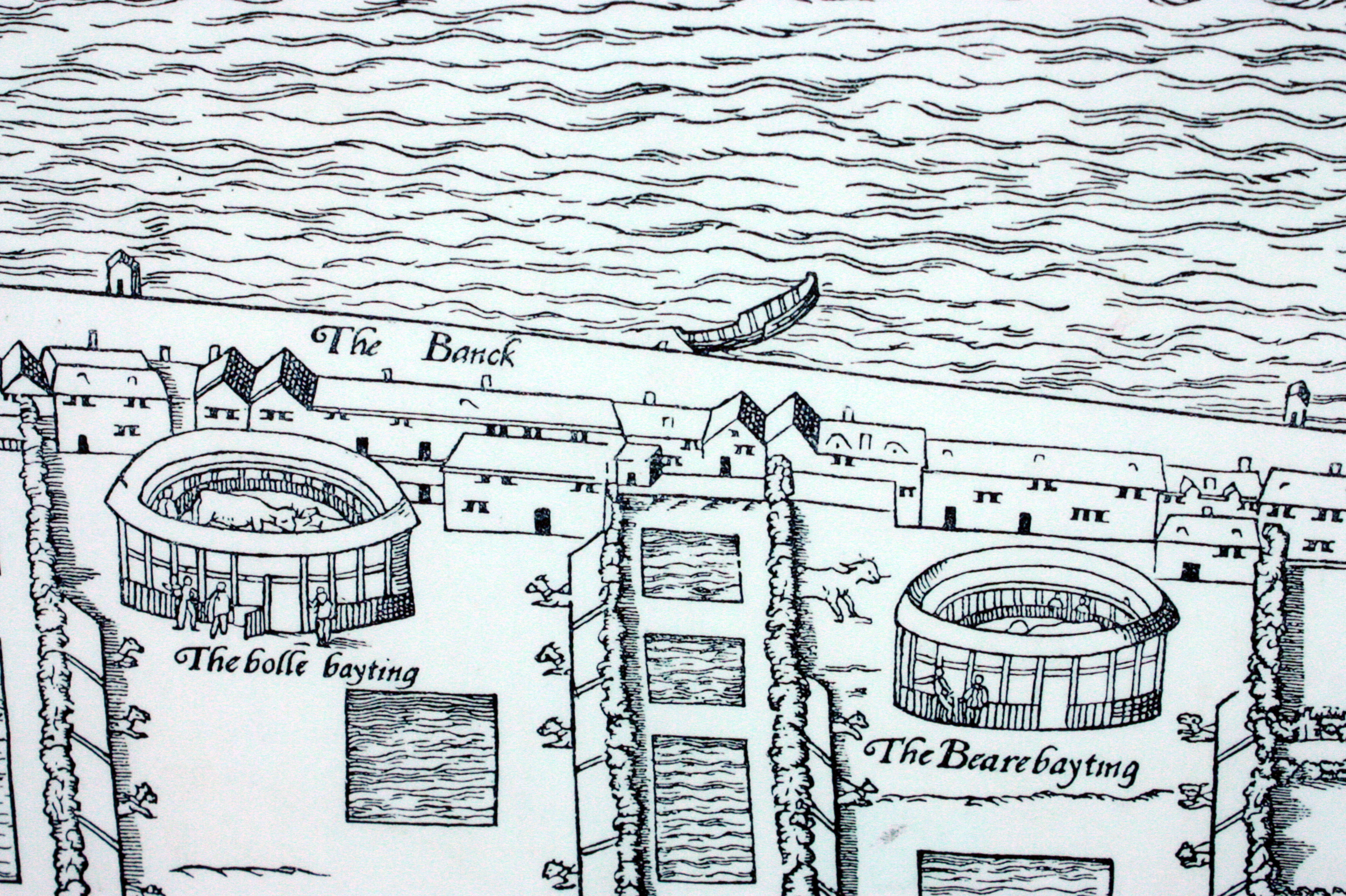
Xilografia di Londra (1560 circa) che illustra il bull-baiting, dove sono raffigurate due arene.

(Walpole, H. [e] Naunton, R. [a cura di] (1797), Paul Hentzner's travel in England during the reign of Queen Elizabeth [...], Londra, Edward Jeffery, pp. 29-30)

## Storia
Il bull-baiting si diffuse in Inghilterra al tempo dei Plantageneti. Le fonti storiche confermano il ricorso a simili intrattenimenti sin dal regno di Enrico II d'Inghilterra, mentre la leggenda rimanda al tempo di suo figlio, Giovanni Senzaterra (regno 1199-1216) il primo episodio "formale" di bull-baiting. Il lord Guglielmo di Warenne, signore di Stamford, si sarebbe dilettato di assistere ad un inatteso spettacolo: un toro inferocito, fuggito dal recinto, portò scompiglio con una folle carica attraverso la città fino a che non venne abbattuto in un prato dai possenti cani da guardia dei macellai cittadini. Al lord piacquero sia l'inseguimento del toro, cui aveva preso parte, sia la lotta tra il bovino ed i cani, così si accordò con la municipalità perché ogni anno, il 13 novembre, lo spettacolo venisse riproposto.
Durante l'Età elisabettiana, il bull-baiting venne messo in scena, a Londra, nel Beargarden. Rispetto agli altri sanguinosi intrattenimenti prevedenti l'uso di animali (combattimento di galli e bear-baiting) il bull-baiting mantenne sempre un'estrazione più prettamente plebeo-popolare. La pratica era tanto diffusa da esser divenuta parte integrate della prassi di macellazione delle carni bovine. Si riteneva infatti che il "trattamento" del bull-baiting migliorasse il sapore della carne. Al tempo della Regina Anna (1702-1714), venuto meno il Beargarden, le lotte di cani e tori venivano messe in scena due volte a settimana ad Hockley-in-the-Hole, vicino Clerkenwell (area centrale di Londra). Simili spettacoli erano anche diffusi nei centri di provincia.
Come altri cruenti spettacoli coinvolgenti gli animali, il bull-baiting venne formalmente abolito in Inghilterra dalla Legge contro la crudeltà verso gli animali del 1835.

### Fonti
- Hentzner, Paul (1612), Itinerarium Germaniae, Galliae, Angliae, Italiae, cum Indice Locorum, Rerum atque Verborum, trad. en. in Walpole, H. [e] Naunton, R. [a cura di] (1797), Paul Hentzner's travel in England during the reign of Queen Elizabeth [...], Londra, Edward Jeffery .
- Stow, John (1598), Survey of London, Londra.

### Studi
- Griffin, Emma (2005), England's Revelry : a History of Popular Sports and Pastimes, Oxford University Press.
- Strutt, Joseph (1801), The sports and pastimes of the people of England, Londra, Methuen & Co.